# Großer Preis von Kanada 1969
Der Große Preis von Kanada 1969 (offiziell IX Player's Grand Prix of Canada) fand am 20. September statt und war das neunte Rennen der Automobil-Weltmeisterschaft 1969.

## Berichte

### Hintergrund
Das Teilnehmerfeld für den Kanada-GP wurde durch mehrere lokale Gaststarter ergänzt, die allerdings teilweise mit veraltetem, nicht mehr konkurrenzfähigem Material antraten. So führte etwa Al Pease den letzten Grand-Prix-Einsatz eines Eagle-Rennwagens durch, indem er einen privaten Eagle T1G mit Climax-Motor anmeldete. Sein Landsmann John Cordts verwendete den gleichen Motor in einem Brabham BT23B. Da zudem mehrere Werksteams einen dritten Wagen einsetzten, kam die im Vergleich zu den bisherigen Saisonrennen relativ hohe Teilnehmerzahl von 20 Fahrzeugen zustande.
Ferrari trat in diesem und den beiden folgenden Übersee-Rennen in den USA und Mexiko nicht als Werksteam an. Die Einsätze mit Pedro Rodríguez als Fahrer wurden stattdessen vom North American Racing Team durchgeführt.

### Training
Obwohl er keine Chancen mehr auf den Titelgewinn hatte, präsentierte sich Jacky Ickx das ganze Wochenende in guter Form und sicherte sich die Pole-Position. Mit einer halben Sekunde Rückstand erreichten Jean-Pierre Beltoise, Jochen Rindt und der bereits als Weltmeister feststehende Jackie Stewart mit untereinander identischen Rundenzeiten die Startplätze zwei bis vier.

### Rennen
Rindt übernahm zunächst die Führung vor Ickx und Beltoise. Stewart erkämpfte sich in der zweiten Runde den dritten Platz, in Runde fünf den zweiten und überholte in der sechsten Runde Rindt, um in Führung zu gehen. Auch Ickx konnte wenig später Rindt überholen und duellierte sich fortan mit Stewart um die Spitzenposition. Der viertplatzierte Beltoise fiel etwas zurück, da er während eines Überrundungsmanövers mit Pease kollidiert war. Nachdem die Führungsgruppe Pease bereits in Runde 22 zum vierten Mal überrundet hatte, wurde dieser wegen mangelnder Konkurrenzfähigkeit disqualifiziert.
Im Kampf um die Führung kollidierten Ickx und Stewart, sodass sich beide Fahrzeuge drehten. Daraufhin konnte Ickx das Rennen als Führender fortsetzen, während Stewart sein Fahrzeug nicht mehr in Gang bekam und ausschied. Währenddessen hatte sich Jack Brabham vorbei an Rindt auf Platz zwei vorgearbeitet und komplettierte somit einen Doppelsieg seines eigenen Teams.
Mit dem dritten Matra-Werksfahrer Johnny Servoz-Gavin, der einen MS84 pilotierte und damit Sechster wurde, erhielt zum ersten und einzigen Mal in der Formel-1-Geschichte ein Fahrer mit einem allradgetriebenen Rennwagen einen WM-Punkt.

## Meldeliste
| Team                          | Nr. | Fahrer               | Chassis            | Motor                    | Reifen |
| ----------------------------- | --- | -------------------- | ------------------ | ------------------------ | ------ |
| Gold Leaf Team Lotus          | 01  | Graham Hill          | Lotus 49B          | Ford Cosworth DFV 3.0 V8 | F      |
| Gold Leaf Team Lotus          | 02  | Jochen Rindt         | Lotus 49B          | Ford Cosworth DFV 3.0 V8 | F      |
| Gold Leaf Team Lotus          | 03  | John Miles           | Lotus 63           | Ford Cosworth DFV 3.0 V8 | F      |
| Bruce McLaren Motor Racing    | 04  | Bruce McLaren        | McLaren M7C        | Ford Cosworth DFV 3.0 V8 | G      |
| Bruce McLaren Motor Racing    | 05  | Denis Hulme          | McLaren M7A        | Ford Cosworth DFV 3.0 V8 | G      |
| North American Racing Team    | 06  | Pedro Rodríguez      | Ferrari 312 (1969) | Ferrari 255C 3.0 V12     | F      |
| Rob Walker Racing Team        | 09  | Joseph Siffert       | Lotus 49B          | Ford Cosworth DFV 3.0 V8 | F      |
| Motor Racing Developments     | 11  | Jacky Ickx           | Brabham BT26A      | Ford Cosworth DFV 3.0 V8 | G      |
| Motor Racing Developments     | 12  | Jack Brabham         | Brabham BT26A      | Ford Cosworth DFV 3.0 V8 | G      |
| Owen Racing Organisation      | 14  | John Surtees         | BRM P139           | BRM P142 3.0 V12         | D      |
| Owen Racing Organisation      | 15  | Jackie Oliver        | BRM P139           | BRM P142 3.0 V12         | D      |
| Owen Racing Organisation      | 16  | Bill Brack           | BRM P138           | BRM P142 3.0 V12         | D      |
| Matra International (Tyrrell) | 17  | Jackie Stewart       | Matra MS80         | Ford Cosworth DFV 3.0 V8 | D      |
| Matra International (Tyrrell) | 18  | Jean-Pierre Beltoise | Matra MS80         | Ford Cosworth DFV 3.0 V8 | D      |
| Matra International (Tyrrell) | 19  | Johnny Servoz-Gavin  | Matra MS84         | Ford Cosworth DFV 3.0 V8 | D      |
| Silvio Moser Racing Team      | 20  | Silvio Moser         | Brabham BT24       | Ford Cosworth DFV 3.0 V8 | G      |
| Frank Williams Racing Cars    | 21  | Piers Courage        | Brabham BT26A      | Ford Cosworth DFV 3.0 V8 | D      |
| Pete Lovely Volkswagen Inc.   | 25  | Pete Lovely          | Lotus 49B          | Ford Cosworth DFV 3.0 V8 | F      |
| Paul Seitz                    | 26  | John Cordts          | Brabham BT23B      | Climax FPF 2.8 L4        | D      |
| John Maryon                   | 69  | Al Pease             | Eagle T1G          | Climax FPF 2.8 L4        | F      |

## Klassifikationen

### Startaufstellung
| Pos. | Fahrer               | Konstrukteur   | Zeit   | Ø-Geschwindigkeit | Start |
| ---- | -------------------- | -------------- | ------ | ----------------- | ----- |
| 01   | Jacky Ickx           | Brabham-Ford   | 1:17,4 | 184,000 km/h      | 01    |
| 02   | Jean-Pierre Beltoise | Matra-Ford     | 1:17,9 | 182,819 km/h      | 02    |
| 03   | Jochen Rindt         | Lotus-Ford     | 1:17,9 | 182,819 km/h      | 03    |
| 04   | Jackie Stewart       | Matra-Ford     | 1:17,9 | 182,819 km/h      | 04    |
| 05   | Denis Hulme          | McLaren-Ford   | 1:18,0 | 182,585 km/h      | 05    |
| 06   | Jack Brabham         | Brabham-Ford   | 1:18,0 | 182,585 km/h      | 06    |
| 07   | Graham Hill          | Lotus-Ford     | 1:18,3 | 181,885 km/h      | 07    |
| 08   | Joseph Siffert       | Lotus-Ford     | 1:18,5 | 181,422 km/h      | 08    |
| 09   | Bruce McLaren        | McLaren-Ford   | 1:18,5 | 181,422 km/h      | 09    |
| 10   | Piers Courage        | Brabham-Ford   | 1:19,5 | 179,140 km/h      | 10    |
| 11   | John Miles           | Lotus-Ford     | 1:20,0 | 178,020 km/h      | 11    |
| 12   | Jackie Oliver        | B.R.M.         | 1:20,2 | 177,576 km/h      | 12    |
| 13   | Pedro Rodríguez      | Ferrari        | 1:20,5 | 176,914 km/h      | 13    |
| 14   | John Surtees         | B.R.M.         | 1:20,6 | 176,695 km/h      | 14    |
| 15   | Johnny Servoz-Gavin  | Matra-Ford     | 1:21,4 | 174,958 km/h      | 15    |
| 16   | Pete Lovely          | Lotus-Ford     | 1:22,9 | 171,793 km/h      | 16    |
| 17   | Al Pease             | Eagle-Climax   | 1:28,5 | 160,922 km/h      | 17    |
| 18   | Bill Brack           | B.R.M.         | 1:28,7 | 160,559 km/h      | 18    |
| 19   | John Cordts          | Brabham-Climax | 1:29,7 | 158,769 km/h      | 19    |
| 20   | Silvio Moser         | Brabham-Ford   | 1:41,4 | 140,450 km/h      | 20    |

### Rennen
| Pos. | Fahrer               | Konstrukteur   | Runden | Stopps | Zeit       | Start | Schnellste Runde |
| ---- | -------------------- | -------------- | ------ | ------ | ---------- | ----- | ---------------- |
| 01   | Jacky Ickx           | Brabham-Ford   | 90     | 0      | 1:59:25,7  | 01    | 1:18,1 (30.)     |
| 02   | Jack Brabham         | Brabham-Ford   | 90     | 0      | + 46,2     | 06    | 1:18,1 (62.)     |
| 03   | Jochen Rindt         | Lotus-Ford     | 90     | 0      | + 52,0     | 03    | 1:18,8           |
| 04   | Jean-Pierre Beltoise | Matra-Ford     | 89     | 0      | + 1 Runde  | 02    | 1:19,8           |
| 05   | Bruce McLaren        | McLaren-Ford   | 87     | 0      | + 3 Runden | 09    | 1:20,3           |
| 06   | Johnny Servoz-Gavin  | Matra-Ford     | 84     | 0      | + 6 Runden | 15    | 1:24,1           |
| 07   | Pete Lovely          | Lotus-Ford     | 81     | 0      | + 9 Runden | 16    | 1:26,1           |
| –    | Bill Brack           | B.R.M.         | 80     | 0      | NC         | 18    | 1:27,3           |
| –    | Graham Hill          | Lotus-Ford     | 42     | 0      | DNF        | 07    | 1:19,2           |
| –    | Joseph Siffert       | Lotus-Ford     | 40     | 0      | DNF        | 08    | 1:19,4           |
| –    | John Miles           | Lotus-Ford     | 40     | 0      | DNF        | 11    | 1:21,8           |
| –    | Pedro Rodríguez      | Ferrari        | 37     | 0      | DNF        | 13    | 1:21,0           |
| –    | Jackie Stewart       | Matra-Ford     | 32     | 0      | DNF        | 04    | 1:18,8           |
| –    | John Surtees         | B.R.M.         | 15     | 0      | DNF        | 14    | 1:22,8           |
| –    | Piers Courage        | Brabham-Ford   | 13     | 0      | DNF        | 10    | 1:21,2           |
| –    | John Cordts          | Brabham-Climax | 10     | 0      | DNF        | 19    | 1:31,2           |
| –    | Denis Hulme          | McLaren-Ford   | 9      | 0      | DNF        | 05    | 1:20,3           |
| –    | Jackie Oliver        | B.R.M.         | 2      | 0      | DNF        | 12    | 1:23,4           |
| –    | Silvio Moser         | Brabham-Ford   | 0      | 0      | DNF        | 20    | –                |
| DSQ  | Al Pease             | Eagle-Climax   | 22     | 0      | –          | 17    | 1:33,1           |

## WM-Stände nach dem Rennen
Die ersten sechs des Rennens bekamen 9, 6, 4, 3, 2, 1 Punkt(e). Die besten fünf Ergebnisse der ersten sechs und die besten vier der letzten fünf Rennen zählten zur Meisterschaft. In der Konstrukteurswertung zählten dabei nur die Punkte des bestplatzierten Fahrers eines Teams.

### Fahrerwertung
| Pos. | Fahrer               | Konstrukteur                   | Punkte |
| ---- | -------------------- | ------------------------------ | ------ |
| 01   | Jackie Stewart       | Matra-Ford                     | 60     |
| 02   | Jacky Ickx           | Brabham-Ford                   | 31     |
| 03   | Bruce McLaren        | McLaren-Ford                   | 26     |
| 04   | Graham Hill          | Lotus-Ford                     | 19     |
| 05   | Jean-Pierre Beltoise | Matra-Ford                     | 19     |
| 06   | Joseph Siffert       | Lotus-Ford                     | 15     |
| 07   | Denis Hulme          | McLaren-Ford                   | 11     |
| 08   | Jochen Rindt         | Lotus-Ford                     | 13     |
| 09   | Piers Courage        | Brabham-Ford                   | 10     |
| 10   | Jack Brabham         | Brabham-Ford                   | 7      |
| 11   | Chris Amon           | Ferrari                        | 4      |
| 12   | Richard Attwood      | Lotus-Ford                     | 3      |
| 13   | Vic Elford           | McLaren-Ford / Cooper-Maserati | 3      |
| 14   | John Surtees         | B.R.M.                         | 2      |
| 15   | Pedro Rodríguez      | Ferrari / B.R.M.               | 1      |
| 16   | Johnny Servoz-Gavin  | Matra-Ford                     | 1      |
| 17   | Jackie Oliver        | B.R.M.                         | 0      |
| 18   | Silvio Moser         | Brabham-Ford                   | 0      |

| Pos. | Fahrer               | Konstrukteur   | Punkte |
| ---- | -------------------- | -------------- | ------ |
| 19   | Pete Lovely          | Lotus-Ford     | 0      |
| 20   | Sam Tingle           | Brabham-Repco  | 0      |
| 21   | John Miles           | Lotus-Ford     | 0      |
| –    | Henri Pescarolo (F2) | Matra-Ford     | 0      |
| –    | Kurt Ahrens (F2)     | Brabham-Ford   | 0      |
| –    | Rolf Stommelen (F2)  | Lotus-Ford     | 0      |
| –    | Peter Westbury (F2)  | Brabham-Ford   | 0      |
| –    | Xavier Perrot (F2)   | Brabham-Ford   | 0      |
| –    | Peter de Klerk       | Brabham-Repco  | 0      |
| –    | Mario Andretti       | Lotus-Ford     | 0      |
| –    | John Love            | Lotus-Ford     | 0      |
| –    | Basil van Rooyen     | McLaren-Ford   | 0      |
| –    | Joakim Bonnier       | Lotus-Ford     | 0      |
| –    | Derek Bell           | McLaren-Ford   | 0      |
| –    | François Cevert (F2) | Tecno-Ford     | 0      |
| –    | Bill Brack           | B.R.M.         | 0      |
| –    | John Cordts          | Brabham-Climax | 0      |

### Konstrukteurswertung
| Pos. | Konstrukteur | Punkte  |
| ---- | ------------ | ------- |
| 01   | Matra-Ford   | 63      |
| 02   | Brabham-Ford | 39      |
| 03   | Lotus-Ford   | 38      |
| 04   | McLaren-Ford | 29 (31) |

| Pos. | Konstrukteur    | Punkte |
| ---- | --------------- | ------ |
| 05   | Ferrari         | 5      |
| 06   | B.R.M.          | 2      |
| 07   | Cooper-Maserati | 0      |
| 08   | Brabham-Repco   | 0      |